# ثنائي أكسيد السيليكون
ثنائي أكسيد السيليكون المعروف أيضا باسم السيليكا، أو حمض السيليك هو أكسيد السيليكون المعروف بقساوته منذ العصور القديمة. يوجد السيليكا في الطبيعة في الرمل والكوارتز، وفي جدران خلايا الدياتوم أو الدياتوم المشطور (diatoms). وهو مكون أساسي في معظم أنواع الزجاج والمواد مثل الخرسانة. وتعتبر السيليكا من أكثر المعادن وفرة في القشرة الأرضية.

## البنية والخصائص
رمال السيليكا (رمال كوارتز) وهي صخور رملية بيضاء نقية تحتوي على نسبة عالية من السيليكا، التي تتكون بشكل رئيس من حبيبات معدن الكوارتز وتحتوي على كمية قليلة من الشوائب والمعادن الثقيلة، و يطلق مصطلح الرمل الزجاجي على رمال السيليكا (الكوارتز) التي لها مواصفات فيزيائية وكيمائية تتناسب مع صناعة الزجاج.

## التطبيقات

### الاستخدام الصيدلاني
- عامل مدمص . 
- عامل محسن للانزلاق والانسيابية.
- عامل معلّق. 
- عامل مفكك في المضغوطات.   
- عامل رافع للزوجة.
يستخدم الإيروزيل بشكل واسع في المستحضرات الصيدلانية ومستحضرات التجميل والمنتجات الغذائية. 
ونظراً لصغر حجم جزيئته وكبر سطحه النوعي فهو يتمتع بانسيابية جيدة ولذلك يُضاف إلى عدد من المساحيق الجافة من أجل تحسين انزلاقيتها وانسيابيتها كما يستخدم الإيروزيل كعامل مثبت للمستحلبات كما يستعمل كمميع للقوام بالرجّ Thixotropic، 
رافع للقوام وعامل معلق في الهلاميات والمستحضرات نصف الصلبة ولدى احتواء الهلامة على مواد ذات معامل انكسار  قريب من قيمة معامل الانكسار الذي يتميز به الإيروزيل فإننا سوف نحصل على هلامة شفافة. ولابد من الإشارة إلى أن درجة اللزوجة تتوقف على قطبية السائل فالسوائل القطبية تحتاج إلى تركيز أعلى من الإيروزيل من السوائل غير القطبية، 
كما إن درجة اللزوجية التي نحصل عليها باستخدام الإيروزيل تتأثر بشكل طفيف بتغير درجة الحرارة أما التغيرات التي نحصل عليها في PH الجملة المبعثرة فإنها تؤثر في اللزوجة وفي الحلالات الهوائية (الرذاذات). ما عدا تلك المستخدمة في الاستنشاق فإن الإيروزيل يستخدم لزيادة تجزئة الطور المبعثر وللتخلص من تشكل راسب غير متندف Hard settling وللتقليل ما أمكن من حدوث ظاهرة انسداد فتحة البخاخ. كما يستخدم الإيروزيل كعامل مفكك في المضغوطات وكعامل مدمص للسوائل يعمل على بعثرتها في المساحيق والتحاميل .

## التأثير على صحة الجسم
يستخدم الإيروزيل بشكل واسع في المستحضرات الصيدلانية الفموية موضعية التطبيق  وعموماً يعتبر سواغاً خالياً من التأثيرات السمية والمخرشة، إلا أن حقن الإيروزيل في داخل البريتوان أو تحت الجلد يسبب تفاعلات نسيجية موضعية و/أو  أورام حبيبية Granulomas لذلك يجب أن لا يستخدم في المستحضرات الحقنية.

## سلامة الاستعمال
على العاملين في وحدات الإنتاج ارتداء الواقيات العينية والقفازات وعليهم قدر الإمكان تجنب استنشاق الإيروزيل عن طريق ارتداء كمامات واقية من الغبار ولابد من الإشارة إلى أن الإيروزيل لهُ تأثيرات مخدشة للجهاز التنفسي إذا ما استنشق غباره إلا أن هذه التأثيرات لا تترافق بحدوث تليّف fibrosis في الرئتين ( التسمم السيلكي silicosis ) والذي يحدث نتيجة التعرض لغبار السيليكا البلورية Crystalline silica .
ويبلغ المقدار المسموح بتواجده من أغبرة الإيروزيل ضمن وحدات الإنتاج والذي يتعرض له العاملين حوالي 6 ملغ/م3 لدى العمل لفترة طويلة تمتد حتى 8 ساعات .

## اقرأ أيضًا
- غبار السيليكا
- انبثاق بركاني
- انفجار بركاني
- بركان
- صهارة
- بركان تصدعي
- بركان طبقي
- بركان
- فصل الدنا بالامتزاز على السليكا
- سيليكا مدخنة

## وصلات خارجية
كوارتز، بطاقة السلامة الكيميائية العالمية 0808
بطاقة السلامة الكيميائية العالمية 0809
بطاقة السلامة الكيميائية العالمية 0807